# Ceratogyrus sanderi
Ceratogyrus sanderi é uma espécie de aranha pertencente à família Theraphosidae. Pode ser encontrada no Namíbia e no Zimbábue.